# Источна велика грмуша
Источна велика грмуша (лат. Curruca crassirostris) је типична грмуша из рода Curruca. Ова врста се јавља лети око Средоземног мора, преко Балкана, Турске, Кавказа и околних региона до Централне Азије .Источна велика грмуша је миграторна врста и зимује у подсахарској Африци.

## Таксономија
Источну велику грмушу  је формално описао немачки природњак Philipp Jakob Cretzschmar 1830. године у свом "Atlas zu der Reise im nördlichen Afrika von Eduard Rüppell. Erste Abtheilung. Zoologie", под биномним називом Sylvia crassirostris. Типични локалитет описан је као Нубија. Специфични епитет curruca је латинска реч за неидентификовану птицу коју помиње римски песник Јувенал.
Постоје три признате подврсте:
- Curruca crassirostris crassirostris (Cretzschmar, 1830) - Југоисточна Европа (источна од Словеније) источно до Турске, Леванта, северозападног Ирана и западног Азербејџана; зимује углавном у Судану, потенцијално источни Чад, источно до западног Јемена
- Curruca crassirostris balchanica (Zarudny & Bilkevich, 1918) - Југозападни регион Каспијског мора и североисточни Ирак од истока до југоистока Туркменистана и југоисточног Ирана; зимује у јужном Ирана, јужном Пакистану и југоисточној Арабији (Уједињени Арапски Емирати, Оман)
- Curruca crassirostris jerdoni (Blyth, 1847) - Јужни и југоисточни Казахстан, источни Узбекистан и западни Киргистан, јужно до Авганистана и западног Пакистана, могуће и крајњи југоисточни Иран; зимује у Индији

## Опис
Источна велика грмуша је 15-16 цм дугачка, нешто веће од црнокапе грмуше. Источна велика грмуша је једна од највећих врста типичних грмуша. Одрасли мужјаци имају једнобојна сива леђа. Кљун је дуг и шиљат, а ноге црне. Мужјак има тамно сиву главу, црну маску око очију и бело грло. Ирис је бео. Женке и незреле јединке имају блеђу главу и црвенкаст доњи део тела; њихова сива леђа имају смеђкасту нијансу. Ирис је таман код младих птица. Тешко га је визуелно разликовати од западне велике грмуше (Curruca hortensis).

## Оглашавање
Песма је низ цвркутавих "liroo-liroo" нота. Њена песма је разноврснији од звука западне велике грмуше, и по томе се најлакше могу разликовати од ове врсте,  приближавајући се славују по богатству тонова.

## Гнежђење
Ове мале птица певачица налазе се у отвореним листопадним шумама. 4–6 јаја се полажу у гнездо у жбуну или дрвету. Као и већина грмуша, источна велика грмуша је нектаројед.